# 南比夸拉族
南比夸拉族，又譯南比克瓦拉族（Nambikwara），是一支居住於巴西亞馬遜河流域的原住民族。

## 語言
南比夸拉族的語言是南部南比夸拉語，屬於南比夸拉語族的一支。該語言已被羅馬化。

## 分布
目前約有1200名南比夸拉人居住在馬托格羅索的原住民保留區，可經泛美公路進入。

## 歷史
南比夸拉族於1770年代首次被歐洲殖民者發現，但直至20世纪初，巴西陸軍元帥坎迪多·龍東通過Nambikwara地区架設電報線時才開始有深入的接觸。當時估計約有10,000人口，後因麻疹和天花的流行，在1930年代减少至500人。
法國人類學家李維史陀曾研究過南比夸拉族文化。此外，雅克·德希達也曾在其著作《論文字學》對南比夸拉語進行分析。